# Exciter (O.T.T.)
Exciter (O.T.T.) — пятый студийный альбом канадской спид-метал-группы Exciter, вышедший на лейбле Maze Music в 1988 году. Альбом дважды был переиздан, в 1995 на Magnetic Air Records, и в 2005 году на Megaforce Records.

## Список композиций
Все песни написаны Дэном Бихлером, Брайаном Макфи и Аланом Джонсоном.
1. «Scream Bloody Murder» — 4:40
2. «Back in the Light» — 3:34
3. «Ready to Rock» — 4:17
4. «O.T.T.» — 3:59
5. «I Wanna Be King» — 4:22
6. «Enemy Lines» — 4:00
7. «Dying to Live» — 4:35
8. «Playin' with Fire» — 4:34
9. «Eyes in the Sky» — 4:54

### Bonus track 1995, 2005 editions
1. «Termination» — 2:17

## Участники записи
- Роб Малнати (Rob Malnati) — вокал
- Брайан Макфи (Brian McPhee) — гитара, бэк-вокал
- Алан Джонсон (Allan Johnson) — бас-гитара, бэк-вокал
- Дэн Бихлер (Dan Beehler) — ударные, вокал